# زغمونت الثاني أوغست
زغمونت الثاني أوغست (بالإنجليزية: Sigismund II Augustus)‏(وُلد في 1 أغسطس 1520 وتوفي في 7 يوليو 1572)، كان ملك بولندا ودوق ليتوانيا الأكبر. وهو ابن زغمونت الأول الكبير، الذي خلفه زغمونت الثاني أوغست في عام 1548. ويعد زغمونت الثاني أول حاكم للكومنولث البولندي-الليتواني وآخر ملك ذكر من سلالة ياغيلونيان.
كان زغمونت أكبر أبناء بونا سفورتزا، المولودة في إيطاليا، وزغمونت الكبير، وكان الوحيد الذي عاش لما بعد  الطفولة. تربى منذ صغره ليكون خليفةً للعرش، وتم تتويجه في عام 1529 خلال فترة حكم والده. واصل زغمونت أوغسطس سياسة التسامح تجاه الأقليات وحافظ على علاقات سلمية مع الدول المجاورة، باستثناء حرب السبع سنوات الشمالية [الإنجليزية] التي كانت تهدف إلى تأمين التجارة في بحر البلطيق. ازدهرت في عهده الثقافة في بولندا؛ فقد كان جامعًا للحرير المنسوج من البلدان المنخفضة، بالإضافة إلى جمع المقتنيات العسكرية مثل السيوف والدروع والمجوهرات. يُعتبر حكمه قمة العصر الذهبي البولندي، حيث أسس أول بحرية بولندية منتظمة وأول خدمة بريدية منتظمة في البلاد المعروفة اليوم باسم "بوشتا بولسكا". في عام 1569، أشرف على توقيع اتحاد لوبلين بين بولندا ودوقية ليتوانيا الكبرى، مما أسس الكومنولث البولندي-الليتواني وأدخل النظام الملكي الانتخابي.
تزوج زغمونت أوغسطس ثلاث مرات؛ كانت زوجته الأولى إليزابيث [الإنجليزية] من النمسا، توفيت في عام 1545 عن عمر يناهز 18 عامًا. بعد ذلك، خاض عدة علاقات مع عشيقات، أشهرهن باربارا رادزيفيل [الإنجليزية]، التي أصبحت زوجته الثانية وملكة بولندا رغم معارضة والدته. كان هذا الزواج يعتبر فضيحة، وعارضته بشدة المحكمة الملكية والنبلاء. توفيت باربارا بعد خمسة أشهر من تتويجها، ويُعتقد أن وفاتها كانت بسبب ضعف صحتها. في النهاية، تزوج زغمونت من كاثرين [الإنجليزية] من النمسا، لكن لم يُرزق بأبناء من أي زواج.
كان زغمونت أوغسطس آخر عضو ذكر من سلالة ياغيلونيان. وبعد وفاة شقيقته آنا في عام 1596، انتهت سلالة ياغيلونيان.

## روابط خارجية
- زغمونت الثاني أوغست على موقع الموسوعة البريطانية (الإنجليزية)